# Méduse et les Gorgones dans la culture

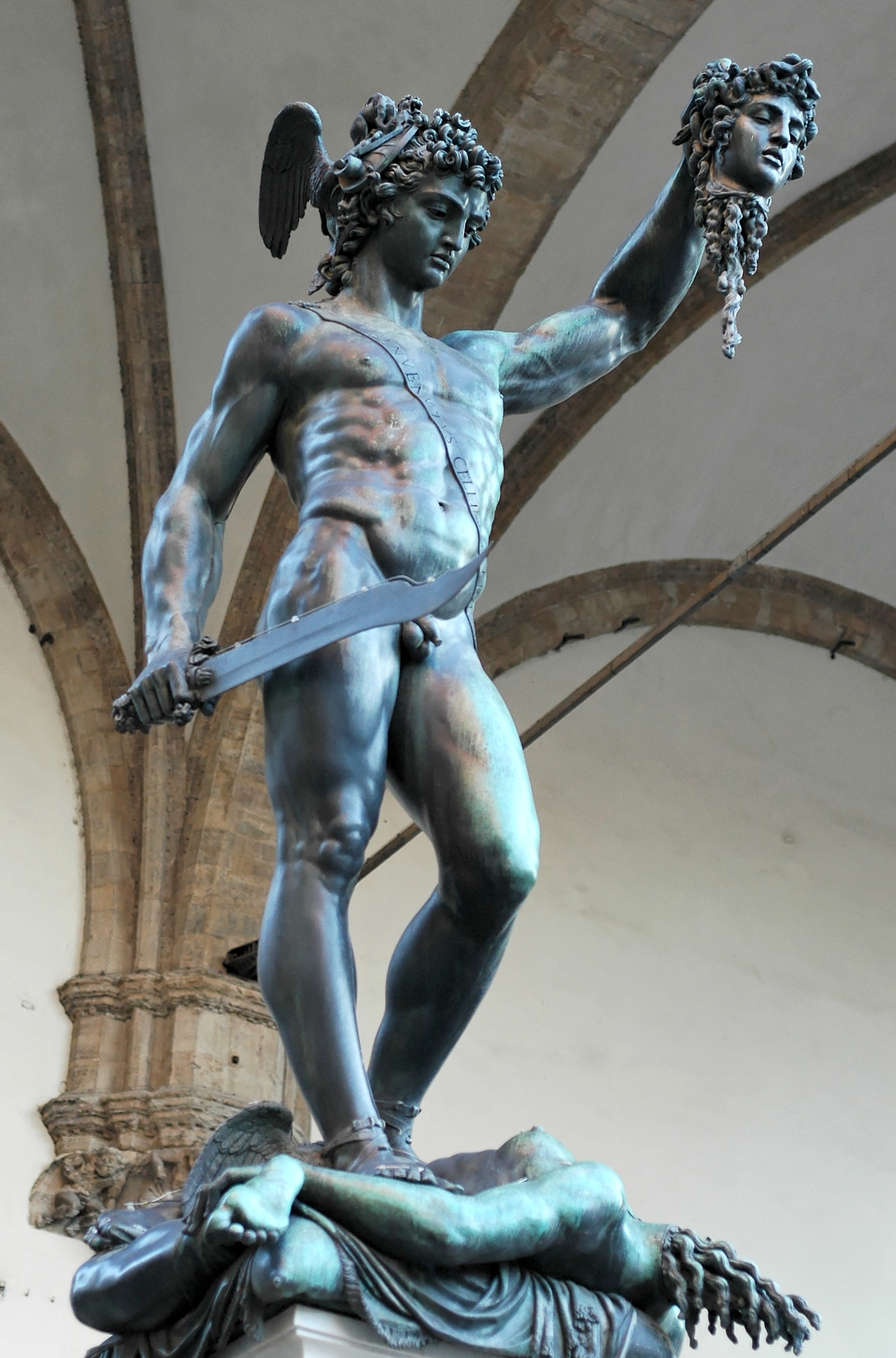
Persée tenant la tête de Méduse de Benvenuto Cellini, statue de 1554.

La créature mythologique Méduse et ses sœurs, les Gorgones, sont sujettes à la représentation dans l'art et la culture depuis l'Antiquité. Méduse est souvent représentée comme un monstre, un symbole de protection, un symbole de liberté, ou une victime de viol et/ou d'une malédiction.
Elle est principalement connue dans l'imaginaire collectif grâce à sa chevelure faite de serpents et ses yeux, qui ont le pouvoir de pétrifier tout mortel qui croise son regard. Méduse est une icône antique qui reste l'une des figures les plus populaires et persistantes de la mythologie gréco-romaine. Elle continue à être dépeinte dans la culture populaire et l'art, et est l'un des personnages mythologiques les plus connus. Son apparence a été notamment immortalisée par des artistes comme Léonard de Vinci, Pierre Paul Rubens, Pablo Picasso, Auguste Rodin ou encore Benvenuto Cellini.

## Antiquité et Renaissance
Le Gorgonéion, ou tête de Gorgone, qui est celle de Méduse, était utilisé dans le monde antique comme protection apotropaïque. En Grèce antique, elle est le symbole le plus utilisé en tant que protection contre le mauvais œil. Cette tête monstrueuse avec des yeux exorbités, des crocs et la langue pendante était même utilisée comme attribut de la déesse Athéna, qui la portait sur son égide. On peut également voir le gorgonéion porté par Alexandre le Grand sur la Mosaïque d'Alexandre, mosaïque de sol découverte à Pompéi et datant du IIe siècle av. J.-C. Dans certaines représentations plus anciennes, le sang qui s'écoule de la tête de Méduse peut être confondue avec une barbe.
À la Renaissance, les artistes utilisent la tête de Méduse comme trophée pour montrer le triomphe du héros Persée, comme le montre la statue de bronze de Benvenuto Cellini, Persée tenant la tête de Méduse, datant de 1554. La tête de Méduse est également représentée séparée de son corps pour donner une dimension plus horrifique au personnage, comme dans Méduse du peintre baroque Caravage.

## Au XIXesiècle
Après la Révolution française, Méduse est utilisé comme emblème du jacobinisme et est souvent montrée comme une figure de la liberté française, en opposition avec la liberté anglaise, représentée par Athéna. Pour les radicaux comme Percy Bysshe Shelley, Méduse était « une héroïne abjecte, une victime de la tyrannie et dont la faiblesse, la défiguration et la mutilation monstrueuse sont devenues intrinsèquement une sorte de pouvoir révolutionnaire ». Le poème de Shelley datant de 1819 On the Medusa of Leonardo da Vinci in the Florentine Gallery fut publié à titre posthume par sa femme, Mary Shelley, en 1824. On peut également noter l'utilisation de la figure de Méduse par Octave Mirbeau.

## Représentations modernes
L'idée de la tête sectionnée de Méduse est devenue l'une des images les plus reconnaissables de la mythologie gréco-romaine. L'image de Persée tenant la tête de Méduse a été utilisée de nombreuses fois dans les livres d'Edith Hamilton ainsi que de Thomas Bulfinch.
Les Gorgones sont mentionnées dans Le Conte de deux cités de Charles Dickens.
Méduse est également devenue une icône populaire de la haute couture : l'entreprise italienne de mode Versace a pour logo la tête de Méduse.

### Littérature
- Méduse est une antagoniste mineure du livre Percy Jackson et le Voleur de foudre, premier opus de la saga Percy Jackson, adapté au cinéma en 2010.
- Dans le roman de Margaret Mitchell datant de 1936 Autant en emporte le vent, le personnage d'Ashley Wilkes porte une épinglette où figure la tête de Méduse. La créature mythologique est parfois dite comme représentation de l'émasculation et l'épinglette représente le caractère doux mais rebelle du personnage.
- Dans la bande dessinée japonaise One Piece, le personnage féminin Boa Hancock peut changer des individus en pierre, et est l'ainée de la fratrie des trois sœurs Gorgones. Les deux autres sœurs peuvent prendre l'apparence de serpents de grande taille.

### Télévision
- Dans le quatrième épisode de la troisième saison de Star Trek, « La Révolte des enfants », le vaisseau USS Enterprise rencontre un être non-corporel appelé une Gorgone, ce qui n'est pas sans rappeler le mythe originel, malgré le fait qu'il y ait peu de ressemblance avec la version mythologique.
- Méduse apparaît dans la série Atlantis, diffusée sur BBC One, et est jouée par Jemima Rooper. Dans cette adaptation, elle n'est pas encore Gorgone. Elle est une alliée de Jason et est attirée par Hercule, mais Jason sait que la destinée de Méduse est inévitable. Elle est transformée en Gorgonne quand elle ouvre la Boîte de Pandore, que Jason avait récupérée en la sauvant, et quitte Atlantis malgré elle quand tout le monde croisant son regard se change en pierre. Jason cherche désespérément un remède, malgré le fait qu'il sait qu'il devra un jour choisir entre sauver Atlantis ou sauver Méduse.
- Dans l'épisode The Mind Robber de la série de science-fiction Doctor Who, le deuxième Docteur et ses compagnons se retrouvent dans un espace appelé le Vide. Le Docteur et Zoé rencontrent Méduse dans un labyrinthe, mais elle se change en pierre quand le Docteur nie son existence. Les Gorgones apparaissent également dans la série dérivée The Sarah Jane Aventures, où la Gorgone est un parasite extra-terrestre cherchant un humain pour essayer de créer un portail jusqu'à son monde pour que son espèce envahisse la Terre.
- Méduse apparaît dans le dixième épisode de la troisième saison de la série Once Upon a Time, « Le nouveau Pays Imaginaire ».
- Dans l'épisode « Les Hommes de pierre » de la série Conan l'Aventurier, Méduse n'est pas une femme mais un homme.
- Dans l'épisode « L'aventurier de la Méduse perdue » de la série Crypte Show, Méduse joue un rôle quand un archéologue découvre sa tombe et par la même occasion le destin funeste des autres personnes qui avaient cherché ce tombeau. Il paiera ce même prix pour avoir volé le bouclier doré et sera changé en statue par Méduse.
- Dans le dix-huitième épisode de la deuxième saison de la série Vendredi 13, un des objets maudits présentés est le Tesson de Méduse, qu'un artiste malveillant utilise pour transformer ses modèles en statue pour sa galerie. C'est soi-disant un morceau de Méduse elle-même après qu'elle fut changée en pierre par Persée.
- Dans la série The Real Adventures of Jonny Quest, l'antagoniste principal crée un avatar basé sur Méduse, qui peut léviter et pétrifier avec son regard.
- Dans le quatorzième épisode de la quatorzième saison de Supernatural, « Le Baiser de la gorgone », les protagonistes font face à un monstre qui tue en paralysant ses victimes et qui peut voir l'avenir en mangeant les yeux de ses victimes, monstre qui se révèle être une Gorgone.
- Méduse est également le principal antagoniste de la série d'animation japonaise Pygmalion (issue du manga éponyme de Shinji Wada) , diffusée en France sur la chaine Mangas en 2000-2005, et qui dépeint un monde d'heroic fantasy librement inspiré de la mythologie grecque[9].
- Dans la série animée La Petite Olympe et les Dieux, le mythe de Méduse est l'objet de l'épisode 12 (« La belle Méduse »).
- Dans la série d'animation américaine Monster High, en 2010, le mythe de Méduse est repris à travers le personnage de Deuce Gorgon, petit-ami de Cleo de Nile, qui se révèle être le fils de Medusa Gorgon[10],[11]. Médusa a une sœur, Sthéno qui a une fille appelée Viperine.
- Dans la série télévisée Mercredi, inspirée de l'univers de La Famille Addams, les Gorgones sont l'une des catégories d'élèves de l'académie Nevermore. Ses membres portent des bonnets pour ne pas pétrifier les autres élèves avec leurs serpents[12].

### Cinéma
- Le mythe de la Gorgone sert de base pour le film d'horreur de 1964 La Gorgone, qui a « complètement abandonné le mythe traditionnel pour en faire une nouvelle histoire. »[13]
- Dans le péplum italien Les Titans (1962), une actrice non-créditée joue une Gorgone avec de vrais serpents dans ses cheveux.
- Méduse est un des personnages du film de 1981 Le Choc des Titans[14]. Ray Harryhausen, le concepteur des effets spéciaux du film, a utilisé l'animation en volume pour créer la bataille avec Méduse. Même si « l'essentiel de l'histoire reste proche des sources plus que les autres interprétations », le film prend des libertés créatives et la biologie de Méduse est différente de « toutes les autres représentations, antiques ou modernes »[15]. Méduse apparaît également dans le remake de 2010, mais son visage est humanoïde quand elle n'utilise pas son pouvoir de pétrification[16].
- Méduse apparaît dans le film Percy Jackson : Le Voleur de foudre, et est jouée par Uma Thurman. Elle attaque Percy Jackson et ses amis alors qu'ils cherchent une des perles de Perséphone dans son jardin, rempli de statues qui sont des personnes qu'elle a changé en pierre. Percy et ses amis parviennent à l'éliminer en la distrayant en conduisant leur voiture dans un des murs du jardin, puis Percy la décapite alors qu'elle se regarde dans son téléphone, qui est un clin d'œil au bouclier réfléchissant de Persée dans le mythe originel.
- Dans le film Miss Peregrine et les Enfants particuliers, il y a deux jumeaux masqués dont la particularité est de pouvoir pétrifier les gens avec leur regard.
- Le critique Siegfried Kracauer dans son Theory of film fit l'analogie que le cinéma est l'équivalent du miroir qu'Athéna donne à Persée, permettant de regarder et de supporter les horreurs du monde. Cette théorie est reprise dans Bad Luck Banging or Loony Porn[17],[18].

### Jeux vidéo
Méduse et ses sœurs Gorgones connaissent une grande popularité dans le monde du jeu vidéo depuis l'arrivée des jeux de rôle.
- Dans Donjons et Dragons, Méduse est plus une espèce de créatures qu'un individu en particulier, tout partageant une chevelure de serpents et un regard pétrifiant.
- Méduse est présente dans le jeu de stratégie en temps réel Age of Mythology.
- Les Gorgones sont des ennemis dans la franchise God of War, et se présentent sous la forme de femmes reptiliennes avec un bas du corps serpentin et des serpents en guise de cheveux[19]. Méduse, « Reine » des Gorgones, est un boss de God of War, tout comme sa sœur Euryale dans God of War II. Sthéno, elle, apparaît dans God of War: Ascension, dans le mode multijoueur.
- Méduse est la principale antagoniste du jeu NES Kid Icarus et des premiers niveaux de Kid Icarus: Uprising sur Nintendo 3DS avant que Hadès ne la remplace après sa défaite.
- Méduse est un boss récurrent des jeux Castlevania.
- Méduse et ses sœurs apparaissent dans le premier acte du jeu Titan Quest, qui se déroule en Grèce[20].
- Méduse apparaît dans Assassin's Creed Odyssey, dans lequel on découvre qu'elle était humaine avant d'être transformée par les effets de la pomme du jardin d'Éden.
- Dans une des cartes de Call of Duty: Black Ops IIII, Méduse apparaît comme la soi-disant Oracle de Delphes et piège les quatre personnages jouables afin qu'ils tuent un Persée zombifié et qu'elle soit libérée. Ses sœurs font également une apparition, mais sont cependant décédées.
- Méduse est un des personnages farmers de Defense of the Ancients et sa suite, Dota 2.
- Méduse est un des « dieux » jouables dans le jeu Smite.
- Dans Fate/Grand Order, les trois sœurs sont des servants récurrents.

### Musique
- La chanson Madame Medusa de UB40, sortie en 1980 dans l'album Signing Off, compare le monstre mythologie au Premier Ministre du Royaume-Uni de l'époque, Margaret Thatcher.
- Le groupe américain de thrash metal Anthrax enregistrent en 1985 une chanson intitulée Medusa pour leur album Spreading the Disease.
- Annie Lennox, chanteuse du groupe Eurythmics, nomme son deuxième album solo Medusa.
- Le groupe de metal extrême Cradle of Filth enregistre la chanson Medusa And Hemlock pour leur album de 2004 Nymphetamine.